# Belladère
Belladère, in creolo haitiano Beladè, è un comune di Haiti facente parte dell'arrondissement di Lascahobas nel dipartimento del Centro.